# Marcelo Guerrieri
Marcelo Guerrieri (Lomas de Zamora, 1973) es un escritor, profesor y antropólogo argentino.

## Biografía
Fue alumno del escritor argentino Alberto Laiseca. Obtuvo una beca de clínica literaria por parte del Centro Cultural Ricardo Rojas, además asistió a diversos cursos realizados en el Centro Cultural Ricardo Rojas. Durante su formación ha participado de diversos encuentros y seminarios literarios con otros escritores como Pablo De Santis, Martín Kohan, Juan José Becerra, María Sonia Cristoff, entre otros. Guerrieri también es antropólogo de la Universidad de Buenos Aires.
Es profesor de Licenciatura en arte de la escritura en la Universidad Nacional de las Artes (UNA) y antropología en la Universidad de Buenos Aires. Trabaja en la coordinación de talleres literarios y seminarios en diversos centros culturales de Argentina como el Centro Cultural General San Martín, actividad que le ha servido para trabajar en varios países de Europa como Suecia y España. Guerrieri es presidente de la Unión Argentina de Escritoras y Escritores y ha sido invitado a participar en escenarios literarios y ferias como la Feria Internacional del Libro de Buenos Aires.
Su obra, Detective bonaerense (2006), aparece publicada en la Biblioteca Virtual Miguel de Cervantes. Se trata de una blogonovela que «narra las investigaciones del detective Aristóbulo García sobre un robo». En 2012 publicó el libro Árboles de tronco rojo, un libro de cuentos que trata temas imaginarios y reales. Cinco años después publicó Farmacia, «una novela de escenas grotescas y vertiginosas» que se desarrolla en una farmacia. En 2021 lanzó la novela Con esta luna, un trabajo que «condensa personajes y mitos urbanos», además incluye temas relacionados con la antropología. Por esta novela ganó el premio Celsius a la mejor novela de fantasía, ciencia ficción o terror, en el festival literario de la Semana Negra de Gijón.

## Obras
Algunas de sus obras:
- 2021: Con esta luna
- 2016: Farmacia
- 2012: Árboles de tronco rojo
- 2006: Detective Bonaerense
- 2005: El ciclista serial

## Premios y reconocimientos
- Premio Celsius por la novela Con esta luna, en la Semana Negra de Gijón, España.[13]
- Premio Nueva Narrativa Sudaca Border por su trabajo El ciclista serial.[2]
- Premio Nuevos Narradores del Centro Cultural Ricardo Rojas.[1]
- Premio de la editorial Eloísa Cartonera por su trabajo El ciclista serial, seleccionado por Ricardo Piglia.[14]
- Becario Formadores 2018 y Creación 2021 del Fondo Nacional de las Artes (FNA).[1]
- Finalista del Premio Nueva Novela Página/12 por la novela Farmacia.[1]